# Nagy tarkalepke
A nagy tarkalepke (Melitaea phoebe)  a rovarok (Insecta) osztályának a lepkék (Lepidoptera) rendjéhez, ezen belül a tarkalepkefélék (Nymphalidae) családjához tartozó faj.

## Elterjedése
Észak-Európát kivéve egész Egész Eurázsiában elterjedt, emellett megtalálható Észak-Afrikában is. Dél- és Közép-Európában kifejezetten gyakori. Magyarországon is mindenütt előfordul, de csak elvétve jelenik meg tömegesen.

## Megjelenése
A hernyó szájszerve rágó, az imágóé pödörnyelv (feltekeredő szívó-nyalócső).
Szárnyának fesztávolsága 36–46 mm; a nőstény nagyobb a hímnél. A szárny színezete és a fekete mintázat kiterjedése is meglehetősen változékony. Alapszíne sárgásvörös vagy gesztenyebarna, a fekete rajzolat éles, terjedelmes — olyannyira, hogy gyakran a háttérbe szorítja az alapszínt, amely ilyenkor világos foltokká zsugorodik össze. Hátsó szárnyán a gyöngyfoltsor sávjában nincsenek fekete pettyek, csak a legritkább esetben látható benne egy-két pontszerű árnyék. Legjobb elkülönítő bélyege, hogy a hátsó szárny fonákján a szegélytér sárga szalagját minden érközben egy-egy vörös pont díszíti. Igen jellemző a fajra az elülső szárnyon az m³-cu¹ ér közében a külső szegély világos foltsorában fellépő és mélyen a tő felé kiugró háromszögletű vagy ívelt sapkafolt, amely ugyanilyen erőteljesen látható a szárny fonákján is. A világos foltsorok színe többnyire eléggé egyenletes világos vörhenyesbarna, de vannak olyan, tarka példányok is, amelyek egyes foltjai világos sárgásvörösek. A fonák mintázata is élesen rajzolt, a gyöngyfoltsort mindkét oldalról igen mély és rendszerint sötét (fekete) ívek határolják; ezek mindig kapcsolódnak egymáshoz. A gyöngyöket a világospiros szalagban sötétvörös, de elmosódott foltocskák képviselik. A kapilláris csík olykor elég fejlett.
A hernyó feketésszürke, sárgásfehér foltokkal, sárgásfehér oldalsávval, fekete fejjel, rövid vörösesbarna áltüskékkel.

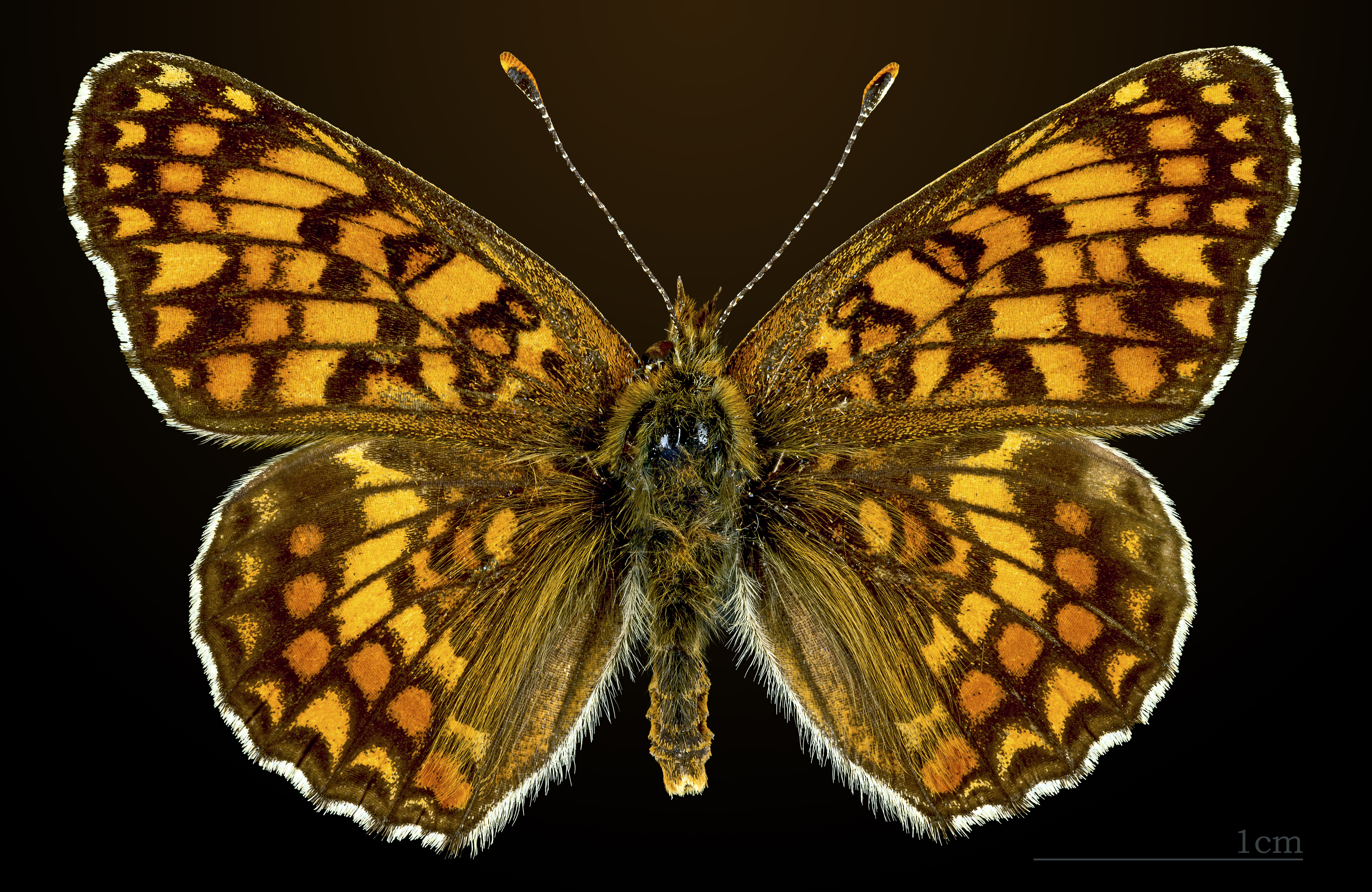
♂
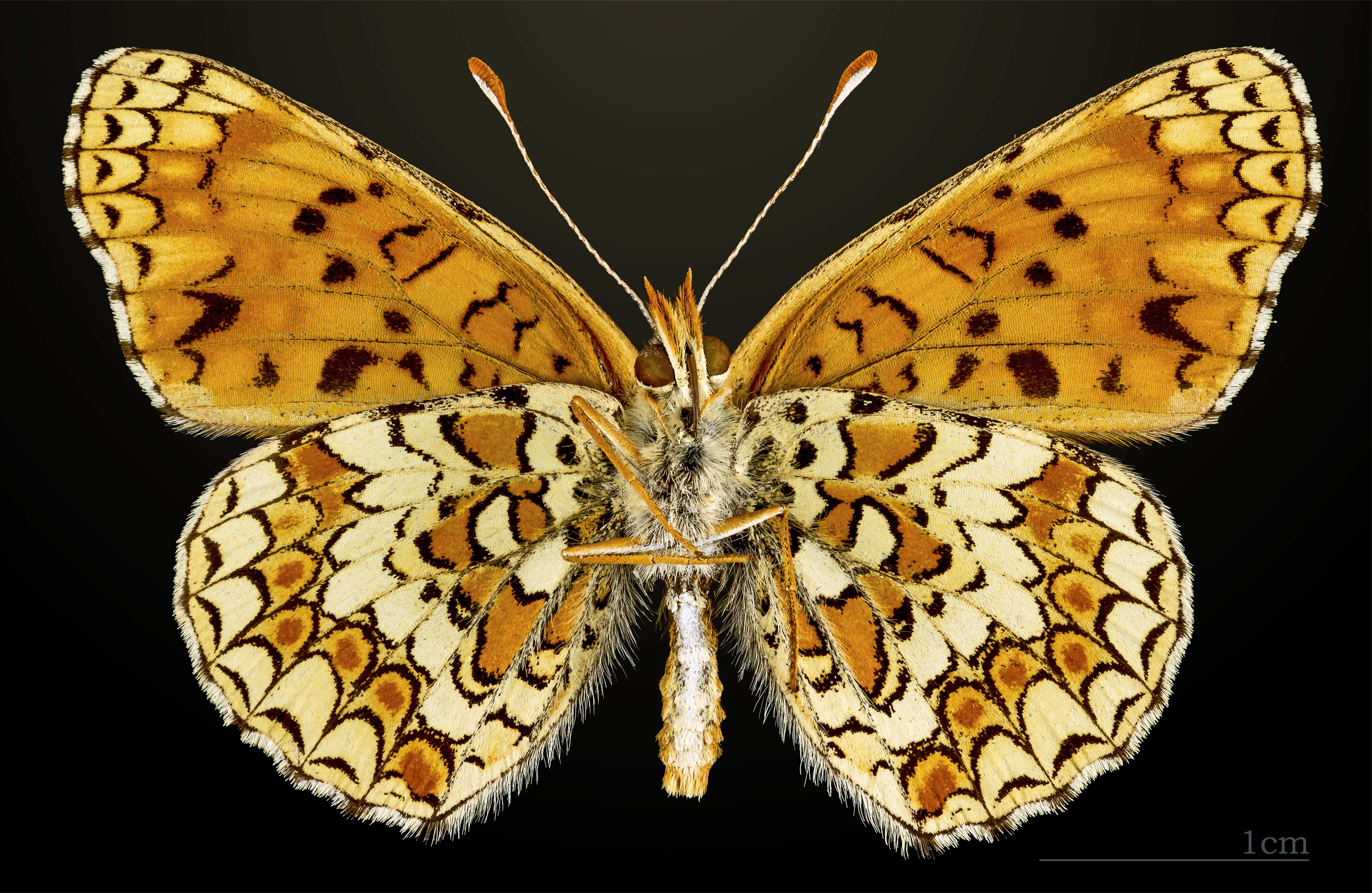
♂ △
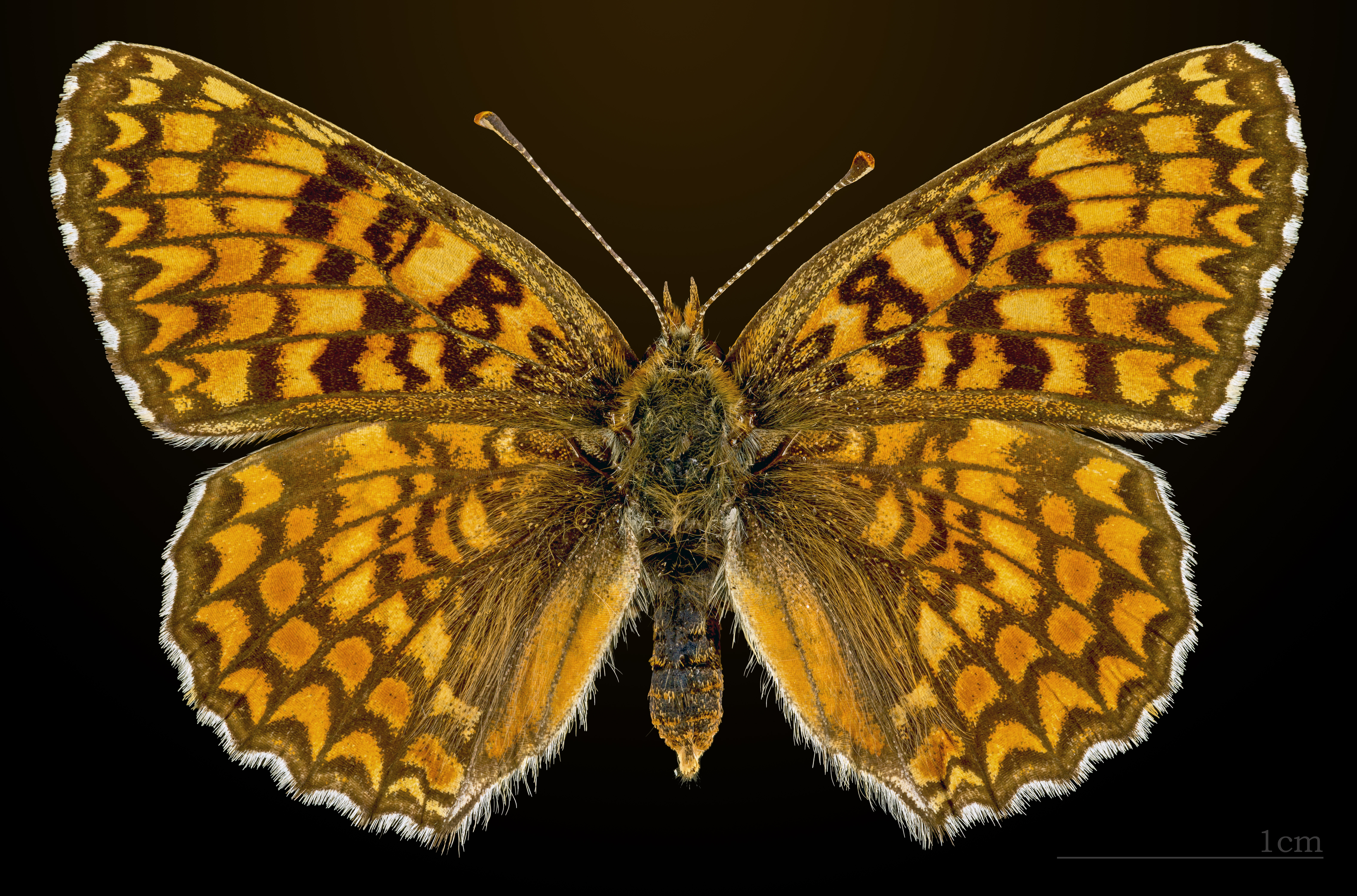
♀
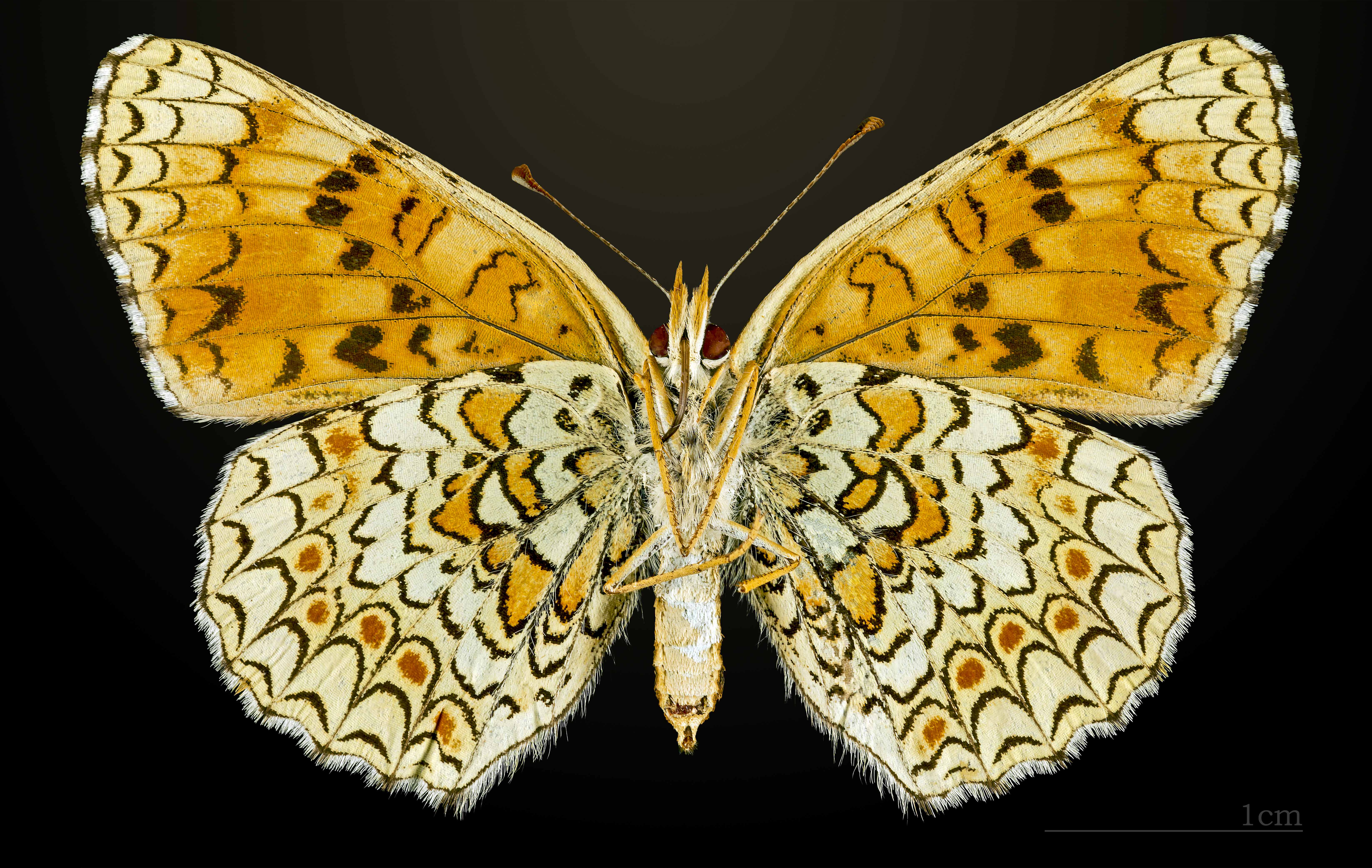
♀ △

## Életmódja
Az oligofág hernyó főleg az:
- útifűfélék (Plantago,
- imola-fajok (Centaurea spp.) és
- aszat-fajok (Cirsium spp.) leveleit rágja, a lepke nektárt szív. Hernyó állapotban telel át.

Magyarországon évente két nemzedéke repül:
- május-júniusban, illetve
- július közepétől szeptember legelejéig.

Délebbre, melegebb éghajlaton olykor egy harmadik nemzedéke is kifejlődik.
Tág életterű faj: hazánkban száraz sztyeppréteken, valamint nedvesebb kaszálókon, hegyvidéki völgyekben egyaránt előfordul.
A hernyó telel át, társasan, selyem szövedékben.

## Rokon fajok
Legközelebbi rokona a magyar tarkalepke (Melitaea punica telona).